# Pjotr Soprunenko
Pjotr Karpovič Soprunenko (rusko Пётр Ка́рпович Сопруне́нко, latinizirano: Pjotr Karpovič Soprunenko) je bil generalmajor sovjetske Rdeče armade, ki je med drugo svetovno vojno aprila in maja 1940 izvedel poboj v Katinu, * 17. maj 1908, Kijevska gubernija, Ruski imperij, † 23. junij 1992, Moskva, Ruska federacija. 
Soprunenko je imel kot vodja podružnice sovjetskega NKVD, imenovane Oddelek za zadeve vojnih ujetnikov, ki ga je ustanovil Lavrentij Berija, pod svojo jurisdikcijo 22.000 vojnih ujetnikov. Soprunenko je bil Ukrajinec. 

## Biografija
Rojen je bil v okolici Kijeva v Ukrajini, takrat delu Ruskega imperija.
Marca 1940 je bil povišan v kapitana državne varnosti, leta 1942 v majorja, leta 1943 v polkovnika in nato v komisarja in leta 1945 v generaljmajorja.

## Vojni zločini
Soprunenko naj bi bil odgovoren za usmrtitve skoraj 22.000 poljskih izobražencev, vojaških častnikov in drugih vojnih ujetnikov med pokolom v Katinu aprila in maja 1940. Mnogi, zlasti Poljaki, menijo, da je to bil genocid.
Leta 1990 je Nicholas Bethell pri vladi Združenega kraljestva sprožil vprašanje  glede Soprunenkove vloge v Katinu z namenom njegovega morebitnega pregona kot vojnega zločinca.
Leta 1991 je Sovjetska zveza sodni pregon Soprunenka zavrnila zaradi njegovega slabega zdravja in starosti in zato, ker se mu ni nikoli sodilo pred kakšnim sodiščem.